# Kamov Ka-115
Kamov Ka-115 Moskvichka là một loại trực thăng đa dụng hạng nhẹ.

## Tính năng kỹ chiến thuật
Đặc tính tổng quan
- Kíp lái: 1
- Sức chứa: 5 hành khách hoặc 900 kg (1.984 lb) tải trọng tối đa
- Chiều dài: 9,2 m (30 ft 2 in)
- Chiều rộng: 2,0 m (6 ft 7 in)
- Chiều cao: 3,6 m (11 ft 10 in)
- Trọng lượng cất cánh tối đa: 1.850 kg (4.079 lb)
- Động cơ: 1 × Pratt & Whitney/Klimov PW 206K/2 , 477 kW (640 hp)

Hiệu suất bay
- Vận tốc cực đại: 250 km/h (155 mph; 135 kn)
- Vận tốc hành trình: 230 km/h (143 mph; 124 kn)
- Tầm bay: 780 km (485 mi; 421 nmi)
- Trần bay: 5.200 m (17.060 ft)
- Vận tốc lên cao: 11,5 m/s (2.260 ft/min)